# John Webb
John Webb (1611 – 24 d'octubre de 1672) va ser un arquitecte anglès.

## Biografia
Nasqué a Little Britain, Smithfield Londres i morí a Butleigh a Somerset. Va estar estretament associat amb l'arquitecte i dissenyador de teatre Inigo Jones amb qui treballà com ajudant des de 1628. Jones i Webb dissenyar Wilton House (prop de Salisbury, Wiltshire).
Al principi de la Guerra Civil Anglesa, Inigo Jones marxà de Londres i va estar amb el rei a Oxford. Webb va romandre a londres i va ser nomenat Deputy Surveyor per Inigo Jones. i va enviar els plànols de les línies de comunicacions de Londres junt amb la localització dels nous canons.
A la mort de Jones el 1652, Webb heretà una gran fortuna i una biblioteca de dibuixos i dissenys.
L'any 1654 Webb dissenyà el primer portico clàssic d'una mansió de camp anglesa, a The Vyne d Hampshire que, en estil corinti, forma part de l'arquitectura pal·ladiana, 50 anys abans del naixement de Lord Burlington.
A principi de la dècada de 1660 Charles II encarregà Webb reconstruir el Greenwich Palace en un estil barroc. Només un dels tres blocs deldisseny de Webb va ser construït i mai va ser ocupat per la família reial i més tard va ser incorporat als dissenys de Christopher Wren per l'Hospital de Greenwich de Londres. Webb també dissenyà l'engrandiment de la Casa de la Reina (Queen's House) el 1662.
Webb dissenyà i reconstruí el Belvoir Castle de Leicestershire entre 1654 i 1668, i va fer canvis a la Northumberland House. També dissenyà Gunnersbury House a Ealing.
Webb va ser un científic afeccionat que col·laborà amb Inigo Jones i Walter Charleton per publicar un llibre sobre Stonehenge, un primer tractat sobre l'idioma xinès que estava basat en les missions jesuïtes.

## Galeria d'obres d'arquitectura

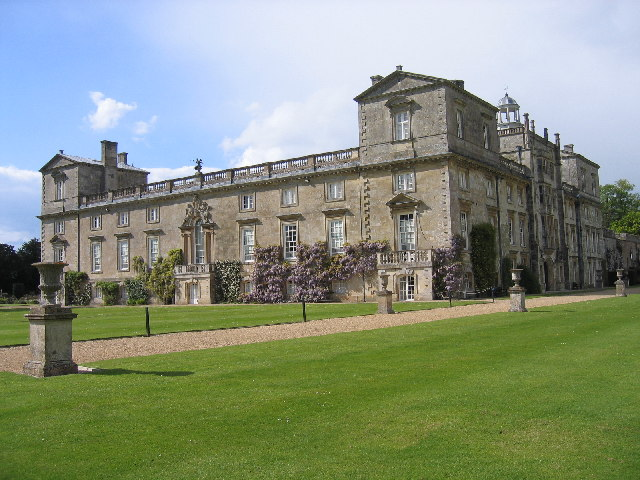
Wilton House
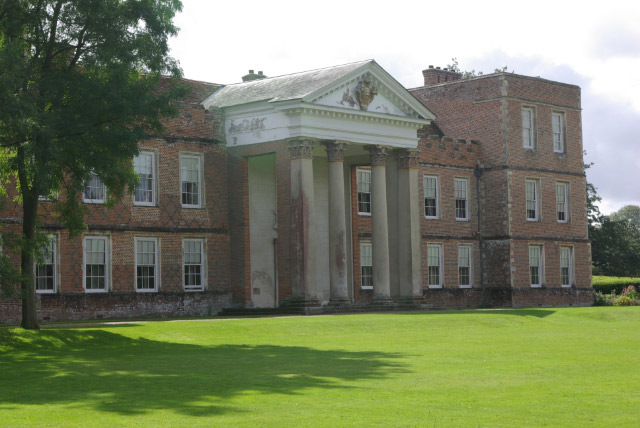
El portico, The Vyne
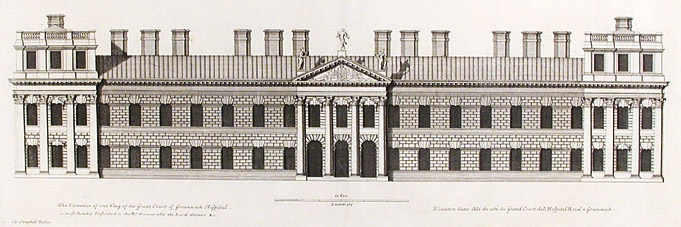
King Charles Building, Greenwich Hospital